# فيل مرغوب
فيل مرغوب (الاسم العلمي:Loxodonta exoptata†) هو نوع من الحيوانات يتبع جنس الفيل الأفريقي من فصيلة الفيلة.